# Brigade d'artillerie de campagne (Espagne)
Cet article possède un paronyme, voir Brigade d'artillerie (homonymie).
La Brigade d'artillerie de campagne est une brigade d'appui de l'armée de terre espagnole.
Elle comporte trois régiments d'artillerie.

## Organisation
- 11e régimene d'artillerie de campagne : 2 bataillons d'artillerie de campagne blindés (les 1er et 2e bataillons)
- 62e régiment de lance-missiles : 1 bataillon de lance-roquettes multiples (LRM) et un bataillon d'artillerie de campagne mécanisé
- 63e régiment d'artillerie de campagne : 2 bataillons d'artillerie de campagne blindés (les 1er et 2e bataillons) et un bataillon d'artillerie légère (le 3e)